# Enfumades d'Algérie
 (juin 2020).
Les enfumades sont une technique utilisée par le corps expéditionnaire français durant la conquête de l'Algérie, en 1844 et 1845. Le terme d'« enfumades » est souvent associé à Bugeaud bien que Cavaignac ait eu antérieurement recours à cette pratique.
La technique consiste à asphyxier des personnes réfugiées ou enfermées dans une grotte en allumant devant l'entrée des feux qui consomment l'oxygène disponible et remplissent les cavités de fumée. Les populations ainsi annihilées, dont des femmes et des enfants, représenteraient des « tribus » entières, soit des milliers de victimes,.

## Doctrine Bugeaud
À Orléansville, le 11 juin 1844, à la suite de la première enfumade, le général Bugeaud, commandant en chef, conseille ceci à ses subordonnés pour réduire les partisans de l'émir Abd El Kader peuplant la région du Chélif : « Si ces gredins se retirent dans leurs cavernes, imitez Cavaignac aux Sbéhas ! Enfumez-les à outrance comme des renards. »

## Enfumades des Sbéhas (11 juin 1844)
Selon Lefeuvre, Canrobert évoque un précédent, auquel il a personnellement participé, un an auparavant.
« J'étais avec mon bataillon dans une colonne commandée par Cavaignac. Les Sbéahs venaient d'assassiner des colons et des caïds nommés par les Français ; nous allions les châtier. Après deux jours de course folle à leur poursuite, nous arrivons devant une énorme falaise à pic [...] Dans la falaise est une excavation profonde formant grotte. Les Arabes y sont, et, cachés derrière les rochers de l'entrée, ils tiraillent contre nous. [...] À ce moment, comme nous nous sommes fort rapprochés, nous commençons à parlementer. On promet la vie sauve aux Arabes s'ils sortent. La conversation fait cesser les coups de fusil. [...] Le capitaine Jouvencourt sort du rocher derrière lequel il est caché et s'avance seul devant l'entrée. [...] Déjà il leur parle, lorsque ceux-ci font une décharge, et il tombe raide mort, atteint de plusieurs balles. Il fallait prendre d'autres moyens. On pétarda l'entrée de la grotte et on y accumula des fagots, des broussailles. Le soir, le feu fut allumé. Le lendemain, quelques Sbéahs se présentaient à l'entrée de la grotte demandant l'aman à nos postes avancés. Leurs compagnons, les femmes et les enfants étaient morts. Les médecins et les soldats offrirent aux survivants le peu d'eau qu'ils avaient et en ramenèrent plusieurs à la vie ; le soir les troupes rentraient à Orléansville. Telle fut la première affaire des grottes. »

## Enfumades du Dahra (18 juin 1845)
Du 18 au 20 juin 1845, une semaine après la déclaration de la doctrine Bugeaud, le lieutenant-colonel Pélissier fait périr par asphyxie quasiment toute une tribu (les Ouled-Riah, alliés au cheikh Boumaza), qui avait trouvé refuge dans les grottes de Ghar-el-Frechih près de Nekmaria dans le massif du Dahra. Ce sont entre 700 et 1 200 personnes, selon les sources, guerriers, mais aussi femmes, enfants et vieillards, qui moururent après que Pélissier eut fait allumer de grands feux devant les entrées des grottes. Il n'y eut que quelques survivants.
Dans son livre, P. Christian laisse la parole à un témoin :
« Voici d’autres détails que met sous nos yeux une lettre particulière, adressée à sa famille par un soldat de la colonne Pélissier. » Suit un récit des événements qui se termine par : « Quelle plume saurait rendre ce tableau ? Voir, au milieu de la nuit, à la faveur de la lune, un corps de troupes françaises occupé à entretenir un feu infernal ! Entendre les sourds gémissements des hommes, des femmes, des enfants et des animaux ; le craquement des rochers calcinés s’écroulant, et les continuelles détonations des armes ! Dans cette nuit, il y eut une terrible lutte d’hommes et d’animaux ! Le matin, quand on chercha à dégager l’entrée des cavernes, un hideux spectacle frappa des yeux les assaillants.
J’ai visité les trois grottes, voici ce que j’y ai vu.
À l’entrée, gisaient des bœufs, des ânes, des moutons ; leur instinct les avait conduits à l’ouverture des grottes, pour respirer l’air qui manquait à l’intérieur. Parmi ces animaux et entassés sous eux, se trouvaient des femmes et des enfants. J’ai vu un homme mort, le genou à terre, la main crispée sur la corne d’un bœuf. Devant lui était une femme tenant son enfant dans ses bras. Cet homme, il était facile de le reconnaître, avait été asphyxié, ainsi que la femme, l’enfant et le bœuf, au moment où il cherchait à préserver sa famille de la rage de cet animal.
Les grottes sont immenses ; on a compté hier sept cent soixante cadavres ; une soixantaine d'individus seulement sont sortis, aux trois quarts morts ; quarante ont pu survivre ; dix sont à l'ambulance dangereusement malades ; les dix derniers qui peuvent se traîner encore ont été mis en liberté pour retourner dans leurs tribus ; -- ils n'ont plus qu'à pleurer sur des ruines ! »,,.

### Réactions
Ce massacre suscita une vive indignation en France et en Europe. Le journal anglais Times du 14 juillet 1845 écrit : « Il est impossible de réprimer la plus forte expression de l'horreur et du dégoût à propos des atrocités d'un acte commis par le général Pélissier, commandant un détachement français en Algérie... Ceci n'est pas une guerre mais le massacre d'une population par celui qui a assumé le pouvoir de gouverner cette région, un monstre qui déshonore son pays, son époque et sa race. »
François Maspero relate dans L’Honneur de Saint-Arnaud (1993) le débat qui eut lieu à la Chambre des Pairs, le 11 juillet 1845, quand Napoléon Joseph Ney, prince de la Moskowa et militaire lui aussi, s’emporta :
« Messieurs, un journal qui se publie en Algérie, l’Akhbar, contient le récit d’un fait inouï dans notre histoire militaire. Un colonel français se serait rendu coupable d’un acte de cruauté inexplicable, inqualifiable, à l’égard de malheureux Arabes prisonniers. Je viens demander au gouvernement français de s’expliquer sur ce fait. » Et il donne lecture de l’article : « Il vient d’arriver dans le Dahra un de ces événements qui contristent profondément ceux qui en ont été témoins, même lorsqu’ils en ont compris l’affreuse nécessité... Le colonel Pélissier s’occupait à poursuivre les Ouled-Riah, tribu qui n’a jamais été soumise, parce que les pays qu’ils habitent renferment d’immenses cavernes... Suit le récit de l’enfumade des Ouled-Riah. Hommes, femmes, enfants et troupeaux se sont, à l’arrivée de la colonne française, réfugiés dans leurs grottes. On en a fait le siège et, au bout d’une journée, « à bout de patience » face au « fanatisme sauvage de ces malheureux » qui exigeaient, pour sortir, que l’armée française s’éloigne, Pélissier a fait mettre le feu à des fascines disposées aux accès. Le matin, tout est consommé. Cinq cents victimes, dit le rapport officiel. Aux environs de mille, témoignera un officier espagnol présent. Péroraison de l’orateur : « Il est de l’honneur de l’armée comme il est de la dignité du Gouvernement que de pareils faits soient démentis ou désavoués hautement. »
Le ministre de la Guerre, le maréchal Soult, fut contraint de désavouer Pélissier, dans un premier temps.
Il écrivit à Bugeaud, gouverneur-général de l’Algérie, après réception du rapport que celui-ci lui avait adressé : « Ce rapport n’a pas diminué l’impression pénible que j’avais éprouvée à la première nouvelle de cette terrible exécution. Du reste, le sentiment public a été unanime, et, d’accord avec le mien, les journaux en ont été les premiers organes, et hier j'ai été interpellé à ce sujet à la Chambre des Pairs. Je n’ai pu justifier ce fait qui me semble, en effet, bien difficile à justifier. Puisque le colonel Pélissier était encore le 22 devant les grottes, je ne m’explique pas quelle cruelle nécessité l’a empêché d’en bloquer les issues au lieu d’en étouffer les habitants. À en juger par la disposition du terrain, cette opération était très praticable et nous compterions une tribu soumise de plus, une tribu anéantie de moins. »
Bugeaud prit la défense de Pélissier (qui n’avait fait que respecter la méthode préconisée par lui-même) et répondit au ministre : « Et moi, je considère que le respect des règles humanitaires fera que la guerre en Afrique risque de se prolonger indéfiniment ».
Bugeaud nomma Pélissier au grade de général de brigade. Il fut ensuite promu général de division en 1850, puis nommé une première fois gouverneur-général de l’Algérie en mai 1851, poste qu'il conserva pendant sept mois.
Par ailleurs, le journal fouriériste La Démocratie pacifique fit paraître les réactions outragées de Charles Pellarin et, plus encore, de Victor Considerant : « Quoi donc ! Vous comparez votre odieuse intervention du Dahra où vous avez suivant votre cynique expression "chauffé et fumé" comme des bêtes immondes une population entière de femmes, d’enfants, de vieillards avec la marche progressive et lente de la disette dans une place assiégée. M. le maréchal Bugeaud est parti en Afrique avec cette belle devise : Ense et aratro [L’épée et la charrue]. Il n’était pas alors question de chauffer des femmes et des enfants dans les terriers où ils se seraient réfugiés. M. le maréchal Bugeaud, et nous croyons qu’il était sincère, parlait en homme qui avait compris la belle et noble mission de gouverneur. Aujourd’hui, il agit en homme qui ne comprend plus que la guerre brutale, la guerre d’extermination et de dévastation, la terreur. Aujourd’hui, voici qu’il rétrograde au-delà de la barbarie et qu’il se glorifie d’emprunter les procédés de guerre les plus efficaces aux sauvages eux-mêmes. Nous aussi, nous sommes tenté de nous réjouir des atrocités du Dahra. Nous espérons que des excès aussi horribles feront enfin ouvrir les yeux et prendre une résolution à la France. Nous verrons bien si la France continuera à souffrir que cette terre d’Afrique qu’elle a entendu conquérir à la civilisation sur la barbarie devienne un atelier de dix mille lieues carrées destiné à exercer ses nobles enfants à des boucheries de chair humaine et à transformer ses régiments de braves soldats en bandes de brigands et de chauffeurs. »
C’est un an après les événements que vint la réaction la plus mémorable, celle du député Alphonse de Lamartine, le 10 juin 1846. Au début de son discours devant les parlementaires, Lamartine précise qu’il entend dénoncer « les débordements de l'autorité militaire », rappelle qu’il « n'[a] cessé de conseiller à [s]on pays depuis 1830, une politique plus réglée, plus modérée qu'elle ne l'a été jusqu'à présent, et qui ne compromettra pas le recrutement, nos finances, l'armée, la puissance et la sécurité de notre pays. » Il poursuit en dénonçant le procédé des razzias et rappelle les propos du général Franciade Fleurus Duvivier : « Depuis onze ans, on a renversé les maisons, incendié les récoltes, détruit les arbres, massacré les hommes, les femmes, les enfants, avec une fureur tous les jours croissante. »
Il arrive alors à ce passage :

« On me dit : « La guerre est la guerre ! » (Interruption.) J'entends un de mes honorables collègues qui me dit : « La guerre est la guerre ! ».
En effet, la guerre est la guerre ; mais la guerre des peuples civilisés et la guerre des barbares, des sauvages, ce sont deux guerres apparemment. (Approbation.) La guerre est la guerre, sans doute ; mais d'abord, dans la guerre, il y a les conditions de justice de la cause ; il faut que la cause soit juste, qu'elle soit sainte et digne de compenser, par sa sainteté, et sa grandeur, les flots de sang et les débordements de malheurs qu'elle occasionne à l'humanité.
Voilà d'abord pour les causes de la guerre.
Et, quant au mode de la guerre, je dirai à l'honorable membre qui m'a interrompu que, s'il peut être permis à des peuplades barbares, sauvages, qui n'ont ni les lumières de notre religion, de notre civilisation, ni la puissance de notre gouvernement, ni la discipline de nos armées, de se faire mutuellement ces guerres de chacals, ces guerres de lions, qu'on appelle razzias dans le vocabulaire de l'Afrique, un général à la tête de 100 000 Français, un général à quarante heures de la mère patrie, à la portée de ses renforts, un général, éclairé par les lumières de la civilisation moderne, et qui l'est, je le reconnais, par la générosité de son propre cœur, un pareil général qui croirait s'excuser par ce mot : « La guerre est la guerre ! » et qui pourrait imiter la guerre féroce et barbare de ces peuplades indisciplinées et sauvages, serait un général qui ferait accuser son pays de rétrograder vers la barbarie.
Je dis qu'il n'y aurait, ni dans ce temps, ni dans l'avenir, aucune excuse qui pût effacer un pareil système de guerre, dans l'état de force, de discipline, de grandeur et de générosité que nous commande notre situation civilisée ! Je pourrais vous parler d'autres actes qui ont fait frémir d'horreur et de pitié la France entière, les grottes du Dahra, où une tribu entière a été lentement étouffée ! J'ai les mains pleines d'horreur : je ne les ouvre qu'à moitié. »

Parmi les artistes qui ont réagi à cet événement, on peut citer Horace Vernet qui, s'adressant à Pélissier en avril 1846, lui dit son « indignation pour la manière infâme dont certains individus qui ne font la guerre que de loin, ont calomnié [l’] attaque des grottes ». On se souvient que Vernet fut vertement critiqué par Baudelaire qui voyait en lui « un militaire qui fait de la peinture ».
Les Grottes du Dahra, eau-forte de Tony Johannot, représente le massacre. Cette œuvre fut insérée dans l’ouvrage de P. Christian.
Les faits, largement oubliés en France, continuent d’être évoqués dans la presse algérienne[réf. nécessaire].

## «Emmurades» des Sbehas (Beni Sebih) de Aïn Merane (du 8 au 12 août 1845)
Saint-Arnaud écrit dans une de ses lettres à son frère, avoir fait pire que Cavaignac et Pélissier. Le 8 août 1845, il découvre 500 Algériens qui s'abritent dans une grotte entre Ténès et Mostaganem (Aïn Merane). Ils refusent de se rendre. Saint-Arnaud ordonne à ses soldats de les emmurer vivants. « Je fais boucher hermétiquement toutes les issues et je fais un vaste cimetière. La terre couvrira à jamais les cadavres de ces fanatiques. Personne n'est descendu dans les cavernes. Personne que moi ne sait qu'il y a dessous 500 brigands qui n'égorgeront plus les Français. Un rapport confidentiel a tout dit au maréchal, sans poésie terrible ni images. Frère, personne n'est bon par goût et par nature comme moi. Du 8 au 12, j'ai été malade, mais ma conscience ne me reproche rien. J'ai fait mon devoir. » [source insuffisante]. Le rapport, adressé par Saint-Arnaud à Bugeaud, rendant compte de son opération, a longtemps été considéré comme perdu. En 2018, l’écrivain et historien Kitouni Hosni a révélé l'avoir retrouvé parmi une nombreuse correspondance de Saint-Arnaud où il relate les préparatifs et le déroulement de l'emmurement des Sbehas.

## Réactions de l'Armée d'Afrique
Les sentiments des militaires actifs en Algérie nous sont connus par l’ouvrage Campagnes d'Afrique, 1835-1848 : lettres adressées au maréchal de Castellane (Paris, 1898 - à voir sur Gallica). De nombreuses lettres révèlent que les méthodes préconisées par Bugeaud étaient contestées. Aucune des lettres envoyées en 1845-1846 ne fait précisément référence aux enfumades, toutefois. Le procédé de la razzia est plusieurs fois critiqué, d’abord par Canrobert. Après s’être réjoui de la victoire [relative et provisoire, comme le soulignent d’autres lettres] contre les « fanatiques montagnards » du Dahra, il se félicite que le maréchal ait stigmatisé cette technique au cours d’un discours à la Chambre des pairs (celui du 4 juillet, sans doute). Il ajoute « J’ai dû souvent gémir sur la démoralisation profonde dans le cœur du soldat qui égorge, vole, viole et s’y bat pour son compte particulier, devant ses officiers souvent impuissants à le retenir ! » (lettre du 18 juillet 1845 ; Campagnes d'Afrique p. 143 )
Le même sujet est abordé par le capitaine de Wimpffen, dans une lettre du 24 août 1845 : plutôt que de pratiquer la razzia, il propose de chercher à se concilier les populations, et même à les protéger contre les colons : « Tout en étant d’avis de ne laisser impuni (sic) aucune révolte, je crois que certains moyens de répression doivent être rejetés comme peu propres à soumettre réellement les populations. Les mesures que je voudrais voir supprimer sont la destruction des arbres et des habitations. […] Mais ce à quoi on ne pense pas assez, c’est au bien-être de cette population qu'il faut absolument incorporer à nous. On fait tant de sacrifices pour installer ici des hommes venant de tous les coins du monde, pourquoi n’en fait-on pas quelques-uns pour les sujets appartenant au sol ?
Il faut faire construire des habitations commodes et appropriées aux mœurs de ces habitants de villages déjà établis au milieu de nous, il faut leur limiter leurs propriétés pour les mettre à l’abri des tracas que peuvent leur causer des envahisseurs rapaces, donner aussi des bœufs, des moutons, des charrues et des terres aux pauvres. Toutes ces choses peuvent se faire en intéressant à leur réussite les officiers chargés des affaires arabes.
Nous avons en outre de grands chefs arabes. Que n’exige-t-on de ces hommes puissants une impulsion dans le sens de nos idées. Ils devraient, pour nous complaire, se construire de grandes et belles habitations et non point continuer à vivre sous la tente ou dans un misérable gourbi. Enfin, on devrait étendre davantage le système des otages. Si l’on réunissait les jeunes gens de bonne famille pour les élever en France dans nos maisons d’instruction, ils rapporteraient dans leur patrie des idées et des connaissances qui en feraient les ennemis de l’ordre de choses actuel. Quant à l’éducation à donner à ces jeunes gens, j’entends les arts et métiers et l’agriculture. » (Campagnes d'Afrique pp. 417-419)

## Postérité
Olivier Le Cour Grandmaison souligne que les méthodes employées lors de la conquête de l’Algérie furent réutilisées en métropole pour réprimer les journées de Juin en 1848, puis de nouveau pendant la guerre d’Algérie :
« En juin 1848, certaines des techniques employées dans la colonie furent en effet importées à Paris par des officiers supérieurs — Cavaignac, Lamoricière et Changarnier notamment — qui avaient longtemps servi en Algérie. L'expérience acquise là-bas a ainsi inspiré la conduite de la guerre civile, dont les violences extrêmes demeurent peu intelligibles lorsqu’on fait abstraction de ce passé-présent, au moment où l’armée et la garde nationale, cette dernière commandée par de nombreux « Africains », partent à l’assaut de la capitale et des « Bédouins de la métropole », comme on disait alors. Contre ces barbares de l’intérieur, d’autant plus haïs qu’ils furent davantage craints, et pour reconquérir les quartiers qu’ils contrôlaient, des « moyens algériens » ont donc été mobilisés. Un homme incarne — mais il n’est pas le seul, tant s’en faut — ce mouvement qui n’a pas échappé aux contemporains : il s’agit de Bugeaud. Après avoir été l’artisan de la pacification meurtrière de l’ancienne Régence, il devient, au lendemain des journées de juin, le théoricien de la lutte contre-révolutionnaire en rédigeant un ouvrage intitulé De la guerre des rues et des maisons. Au cours du dernier conflit, en 1954, des pratiques couramment employées lors de la conquête furent de nouveau mises en œuvre et perfectionnées dans un contexte où les « nécessités » du combat contre les « terroristes » justifiaient le recours à des moyens non conventionnels tels que la torture de masse, les représailles collectives contre les civils, les exécutions sommaires, l’anéantissement de villages et le regroupement forcé des populations algériennes dans des camps érigés par l’armée. Remarquable permanence de la guerre totale. »
Durant la guerre d'Algérie (1954-1962), l'armée française fut à nouveau confrontée à des groupes de combattants algériens se réfugiant dans des grottes à l'abri de l'aviation et l'artillerie française. Ils furent fréquemment tués dans leur abri par des tirs de roquettes ou de missiles effectués par des avions ou des hélicoptères armés, sans laisser à l'adversaire la possibilité de se rendre.
« Les grottes du djebel Grouz servaient de repaire aux rebelles et celles-ci étaient attaquées à la roquette. Ce sport dangereux donna des sueurs froides à plus d’un pilote de la 5/72 car le T-6 devait tirer dans l’orifice des cavités et à bonne distance, ni trop près ni trop loin, et prendre garde à la vitesse, car il fallait, après le tir, effectuer la ressource qui permettait de sauter les crêtes. »